# Équipe cycliste Tecos Trek UAG
L'équipe cycliste Tecos de la Universidad Autónoma de Guadalajara est une ancienne équipe cycliste mexicaine qui participait aux circuits continentaux de cyclisme et en particulier l'UCI America Tour. Elle avait le statut d'équipe continentale de 2006 à 2009.

## Classements UCI
L'équipe participe aux épreuves des circuits continentaux et principalement les courses du calendrier de l'UCI America Tour. Le tableau ci-dessous présente les classements de l'équipe sur les circuits, ainsi que son meilleur coureur au classement individuel.
UCI America Tour
| Saison | Classement par équipes | Meilleur coureur au classement individuel |
| ------ | ---------------------- | ----------------------------------------- |
| 2009   | 2e                     | Gregorio Ladino (1er)                     |

## Saison 2008[1]

### Effectif
| Cycliste               | Date de naissance | Nationalité | Équipe 2007             |
| ---------------------- | ----------------- | ----------- | ----------------------- |
| Omar Cervantes         | 18.01.1985        | Mexique     |                         |
| Bernardo Colex         | 03.07.1983        | Mexique     |                         |
| Gil Cordovés¹          | 14.03.1965        | Cuba        | Alcadía de Cabimas      |
| Fausto Esparza         | 02.06.1974        | Mexique     |                         |
| Luis Alfredo Gutiérrez | 09.10.1981        | Mexique     |                         |
| Gregorio Ladino        | 18.01.1973        | Colombie    |                         |
| Arquímedes Lam²        | 02.09.1978        | Mexique     | Canel's Turbo Mayordomo |
| Luis Macías            | 14.05.1982        | Mexique     |                         |
| Juan Pablo Magallanes  | 06.02.1982        | Mexique     |                         |
| Francisco Matamoros    | 04.09.1980        | Mexique     |                         |
| Luis Francisco Ortiz   | 23.05.1989        | Mexique     | Néo-pro                 |
| Carlos Oyarzún         | 26.10.1981        | Chili       | Néo-pro                 |
| Florencio Ramos³       | 24.11.1977        | Mexique     | Canel's Turbo Mayordomo |
| Ricardo Samuel Tapia⁴  | 9.03.1981         | Mexique     | Néo-pro                 |
| Elliott Vazquez        | 29.10.1989        | Mexique     | Néo-pro                 |
| Diego Yepez            | 13.09.1989        | Mexique     | Néo-pro                 |

¹ Jusqu'au 1er août

² Depuis le 1er août

³ Depuis le 1er juin

⁴ Depuis le 1er octobre

### Victoires
| Date       | Course                                             | Pays                   | Classe | Vainqueur       |
| ---------- | -------------------------------------------------- | ---------------------- | ------ | --------------- |
| 12/02/2008 | 8e étape du Tour de Cuba                           | Cuba                   | 2.2    | Gregorio Ladino |
| 13/02/2008 | 1re étape du Tour de Belize                        | Belize                 | 2.2    | Carlos Oyarzún  |
| 17/02/2008 | Classement général du Tour de Belize               | Belize                 | 2.2    | Carlos Oyarzún  |
| 22/02/2008 | Prologue de la Vuelta a la Independencia Nacional  | République dominicaine | 2.2    | Gil Cordovés    |
| 24/02/2008 | 2e étape de la Vuelta a la Independencia Nacional  | République dominicaine | 2.2    | Gil Cordovés    |
| 27/02/2008 | 5eb étape de la Vuelta a la Independencia Nacional | République dominicaine | 2.2    | Gil Cordovés    |
| 28/02/2008 | 6e étape de la Vuelta a la Independencia Nacional  | République dominicaine | 2.2    | Gil Cordovés    |
| 02/03/2008 | 9e étape de la Vuelta a la Independencia Nacional  | République dominicaine | 2.2    | Gil Cordovés    |
| 04/03/2008 | Championnat du Mexique sur route                   | Mexique                | CN     | Luis Macías     |
| 18/05/2008 | 5e étape du Doble Sucre Potosi Grand Prix          | Bolivie                | 2.2    | Gregorio Ladino |
| 10/06/2008 | 1re étape du Tour de Beauce                        | Canada                 | 2.2    | Bernardo Colex  |
| 07/70/2008 | 2e étape du Tour de Chihuahua                      | Mexique                | 2.2    | Gregorio Ladino |
| 11/10/2008 | 6e étape du Tour de Chihuahua                      | Mexique                | 2.2    | Luis Macías     |
| 25/11/2008 | 1rea étape du Tour du Chiapas                      | Mexique                | 2.2    | Gregorio Ladino |
| 30/11/2008 | 6e étape du Tour du Chiapas                        | Mexique                | 2.2    | Gregorio Ladino |
| 30/11/2008 | Classement général du Tour du Chiapas              | Mexique                | 2.2    | Gregorio Ladino |

## Saison 2009

### Effectif
| Coureur                  | Date de naissance | Nationalité | Équipe 2008             | Équipe 2010                      |
| ------------------------ | ----------------- | ----------- | ----------------------- | -------------------------------- |
| Antonio Aldape           | 20.11.1978        | Mexique     | Canel's Turbo Mayordomo |                                  |
| Omar Cervantes           | 18.01.1985        | Mexique     |                         |                                  |
| Bernardo Colex           | 03.07.1983        | Mexique     |                         | Amore & Vita-Conad               |
| Juan Cotumba             | 21.01.1980        | Bolivie     | Néo-pro                 |                                  |
| Antonio de Jesús García  | 03.12.1987        | Mexique     | Néo-pro                 |                                  |
| Luis Alfredo Gutiérrez   | 09.10.1981        | Mexique     |                         |                                  |
| Gregorio Ladino          | 18.01.1973        | Colombie    |                         | Boyacá Orgullo de America        |
| Arquímedes Lam           | 02.09.1978        | Mexique     |                         |                                  |
| Luis Macías              | 14.05.1982        | Mexique     |                         | Rock Racing                      |
| Juan Pablo Magallanes    | 06.02.1982        | Mexique     |                         | Rock Racing                      |
| Francisco Matamoros      | 04.09.1980        | Mexique     |                         | Arenas Alubike                   |
| John Fredy Parra         | 09.11.1974        | Colombie    | Toshiba-AEG             | Ind Ant-Idea-Fla-Lot De Medellín |
| Florencio Ramos          | 24.11.1977        | Mexique     |                         | Chiapas Tequila Afamado          |
| Michael Rasmussen        | 01.06.1974        | Danemark    | Ex-pro (Rabobank 2007)  | Miche                            |
| Ignacio Sarabia          | 15.07.1983        | Mexique     | Extremadura             | Rock Racing                      |
| Elliott Everardo Vázquez | 29.10.1989        | Mexique     |                         |                                  |
| Jesús Zarate             | 05.091974         | Mexique     | Ex-pro (Tecos 2007)     | Arenas Alubike                   |

### Victoires
| Date       | Course                                    | Pays    | Classe | Vainqueur         |
| ---------- | ----------------------------------------- | ------- | ------ | ----------------- |
| 07/03/2009 | 7e étape du Tour du Mexique               | Mexique | 2.2    | Florencio Ramos   |
| 14/05/2009 | 2e étape du Doble Sucre Potosi Grand Prix | Bolivie | 2.2    | Gregorio Ladino   |
| 16/05/2009 | 4e étape du Doble Sucre Potosi Grand Prix | Bolivie | 2.2    | Bernardo Colex    |
| 17/05/2009 | 5e étape du Doble Sucre Potosi Grand Prix | Bolivie | 2.2    | Gregorio Ladino   |
| 31/07/2009 | Championnat du Mexique sur route          | Mexique | CN     | Florencio Ramos   |
| 04/10/2009 | Prologue du Tour de Chihuahua             | Mexique | 2.2    | Michael Rasmussen |
| 04/11/2009 | 4e étape du Tour de Bolivie               | Bolivie | 2.2    | Juan Cotumba      |
| 07/11/2009 | 7ea étape du Tour de Bolivie              | Bolivie | 2.2    | Gregorio Ladino   |
| 08/11/2009 | Classement général du Tour de Bolivie     | Bolivie | 2.2    | Gregorio Ladino   |
| 27/11/2009 | 5e étape du Tour du Chiapas               | Mexique | 2.2    | Bernardo Colex    |